# Aurélien Débat
 (mai 2016).
Aurélien Débat, né en 1979 en Alsace, est un illustrateur français.

## Biographie
À la suite de son diplôme d’illustration à l'École supérieure des arts décoratifs de Strasbourg, Aurélien Débat s’installe pendant quatre ans à l’Atelier 6/7 regroupant illustrateurs, graphistes, bédéistes et vidéastes. Cet atelier se situe au Bastion 14, une ancienne friche militaire reconvertie par la ville de Strasbourg en ateliers d’artistes.
Il travaille pour la presse et l’édition jeunesse (Groupe Bayard, Actes Sud Junior, Nathan (maison d'édition), Le Pommier). En 2011, Aurélien Débat publie deux livres animés, Les transports et Le chantier, aux Éditions Le Vengeur Masqué qui témoignent d’un intérêt particulier et annoncent une évolution dans son travail sous une influence très marquée de Paul Cox. Il quitte Strasbourg pour Marseille et emménage à l’Atelier Venture où il crée des livres d’artistes. Il expose dans des librairies à Marseille et notamment au studio Fotokino à deux reprises pour Tamponville et Cabanes. Ces deux expositions rassemblent des images imprimées, des mises en volumes, des installations et des fabrications d’objets. Aurélien Débat mêle l’illustration et l’architecture. Il collabore d’ailleurs avec l’architecte Marc Kauffmann pour son projet Tamponville représentant une série de pictogrammes de façades, de bâtiments et d’éléments urbains à tamponner pour construire une ville de toutes pièces. 
Dans ses livres, Aurélien Débat interroge l’espace urbain. Il invite ses lecteurs à s’emparer de ses questionnements lors de ces expositions en leur mettant à disposition ces tampons. De plus, il anime des ateliers où il sollicite les enfants à inventer des villes nouvelles à partir de tampons, de cartons sérigraphiés et de collages : Une carte de quartier marseillais, Une ville en carton à Arromanches, Des expériences cartographiques à Toulon.

## Prix et distinctions
- Prix Libbylit 2017[4] décerné par l' IBBY, catégorie Ovni, pour Cabanes
- Prix BolognaRagazzi 2018[5] catégorie Art - architecture & design, pour Cabanes

## Publications

### Livre jeunesse
- Moi, c'est quoi ?, texte d'Oscar Brenifier, Nathan, 2004
- N° 11, rue des Bonnes gens : histoires croisées, texte et illustrations d'Aurélien Débat Institut Pacôme, 2005
- C'est moi la maîtresse !, texte de Madeleine Deny, Nathan, 2006
- L'Égypte à petit pas, texte de Aude Gros de Beler, Actes Sud Junior, 2006
- 230 jeux pour toute la famille !, texte de Isabelle Bertrand, illustrations de Joëlle Dreidemy, Aurélien Débat, Roland Garrigue, Bayard jeunesse, 2007
- Découvrir la vie extraterrestre, texte de André Brack, éd. Le Pommier, 2007
- Mon père a disparu, texte de Cathy Ribeiro, Éd. Actes Sud Junior, 2008.
- Les Indiens, texte de Stéphanie Ledu, Milan Jeunesse, 2008
- Vivre ensemble, texte de Sylvie Misslin, Nathan Jeunesse, 2008
- Les romains à petit pas, texte d'Éric Dars et Éric Teyssier, Éd. Actes Sud Junior, 2009.
- Barry fait son cirque !, texte de Didier Zanon, Éd. Bayard Jeunesse, 2009.
- Le sport à petits pas, texte de Bénédicte Mathieu et Myrtille Rambion, Éd. Actes Sud Junior, 2009.
- Le laboratoire du sommeil, texte de Sophie Schwartz et Irina Constantinescu, Éd. Le Pommier, 2009.
- La maxi-gaffe d'Arthur , texte de Gwendoline Raisson, Bayard jeunesse, 2009
- Il fait glagla, texte de Christian Lamblin, Nathan, 2010
- Les transports, texte de Sophie Amen, Éd. Le Vengeur Masqué, 2011. Livre animé.
- Mes dents, mes copains et moi, texte de Karine Dupont-Belrhali ; narrateur Vincent Deniard, Bayard Jeunesse, 2011 - livre-CD
- Le chantier, texte de Sophie Amen, Éd. Le Vengeur Masqué, 2011. Livre animé.
- Les chevaliers, texte d'Isabelle Ortega, Éd. Actes Sud Junior, 2012.
- Qui suis-je ?, texte d'Oscar Brenifier, Éd. Nathan, 2013.
- La tour Eiffel a des ailes !, texte de Mymi Doinet, Éd. Nathan, 2014.
- Cabanes, texte et illustrations d'Aurélien Débat, Edition des Grandes Personnes, 2017.

### Livre d’artiste
- Tamponchantier, jeu de 26 tampons, 10 exemplaires, auto-édition, 2011[réf. nécessaire].
- « Tamponville », Bon pli, no 6, Éd. Fotokino et Nicole Crème, 2012. Livre édité en sérigraphie et tampons avec la collaboration de l’architecte Marc Kauffmann, à l’occasion de l’exposition Tamponville au Studio Fotokino à Marseille.
- Toutoutrame, risographie, 100 exemplaires, auto-édition, 2012[réf. nécessaire].
- Douceurs de France, leporello linogravé, 30 exemplaires, auto-édition, 2012[réf. nécessaire].
- Grande Motte, risographie, 80 exemplaires, Éd. Fotokino, 2013.
- La cuisine moléculaire, 1. Tradition et modernité, en collaboration avec Laurence Lagier, risographie, 130 exemplaires, auto-édition, 2013[réf. nécessaire].

### Collaborations
- Lapin, revue dirigée par Jochen Gerner, Éd. L’Association, novembre 2013.
- Georges, N°Grue, Éd. Grains de sel, septembre 2014[6].

### Affiche
- Chantier, affiche exposition Aurélien Débat, 2011-2012.
- Théâtre de Châteauvallon, affiche et prospectus du théâtre, saisons 2012-2013, 2013-2014, 2015-2016. Coréalisé avec Patrick Lindsay.
- Fotokino, affiche-jeu pour la revue Désordre de Fotokino, 2013.
- Panimix, affiche pour des concerts à Strasbourg, saison 2013-2014.

## Expositions
- Chantier, Librairie Le Lièvre de Mars, Marseille, novembre 2011.
- Chantier avec Renaud Perrin, Librairie Contrebandes, Toulon, mars-avril 2012.
- Tamponville, Studio Fotokino, Marseille, novembre 2012[7]
- Plan de bataille, La Crêmerie, Marseille, juin 2013.
- Mon signe habite un pavillon en banlieue, Galerie My Monkey, Nancy, octobre 2013
- Dessin Contemporain et Populaire, Exposition collective, Las Vans, décembre 2013
- Festival Culture Maison, Exposition collective, Bruxelles, septembre 2015
- Cabanes, Studio Fotokino, Marseille, novembre 2015[8]
- Lignes d’horizon, Festival Jungle, Centre Culturel Chiroux, Liège, avril-mai 2016[9]